# Aleko
Aleko je opera od Sergeje Rachmaninova. Ruské libreto, které napsal Vladimir Ivanovič Němirovič-Dančenko, je adaptací poemy Cikáni od Alexandra Sergejeviče Puškina. Opera byla napsána v roce 1892 jako absolventská práce pro moskevskou konzervatoř, dílo získalo zlatou medaili za nejlepší práci roku 1892. Premiéry se opera dočkala v Moskvě 19. května 1893 (respektive 27. dubna 1893 podle ruského kalendáře).

## Inscenace
Velké divadlo v Moskvě uvedlo premiéru 19. května 1893 (27. dubna 1893 podle původního datování v Rusku).
Skladatel osobně dirigoval představení v divadle v Kyjevě, a to 18. září (resp. 30. října) 1893. Představení se zúčastnil Petr Iljič Čajkovskij. Rachmaninov se chtěl zúčastnit koncertu Čajkovského Patetické symfonie 16. září (resp. 28. října) 1893 v Moskvě, ale nakonec nebyl přítomen, protože musel odcestovat vlakem do Kyjeva na další představení Aleka, které dirigoval. V premiérovém uvedení opery v Petrohradě 19. května (resp. 27. dubna) 1899 v Tauridském paláci se představil v titulní roli Fjodor Šaljapin.
První představení v zahraničí se odehrálo v Anglii 15. července 1915 v londýnské opeře pod taktovkou Vladimira Rosinga.

## Obsazení
| Role                        | Hlasové zařazení | Moskevská premiéra 9. května 1893 (dirigent: Ippolit Al'tani) | Kyjevská premiéra 18. října 1893 (dirigent: Rachmaninov) | Petrohradská premiéra 27. května 1899 (dirigent: Rachmaninov) |
| --------------------------- | ---------------- | ------------------------------------------------------------- | -------------------------------------------------------- | ------------------------------------------------------------- |
| Aleko                       | baryton          | Bogomir Korsov                                                | Bobrov                                                   | Fjodor Šaljapin                                               |
| Mladý cikán                 | tenor            | Lev Klementyev                                                | Borisenko                                                | Ivan Yershov                                                  |
| Zemfira                     | soprán           | Mariya Deysha-Sionitskaya                                     | Eigen                                                    | Mariya Deysha-Sionitskaya                                     |
| Starý muž, otec Zemfiry     | bas              | Stepan Vlasov                                                 | Levitsky                                                 | Frey                                                          |
| Cikánská žena               | kontraalt        | Shubina                                                       | Tomskaya                                                 |                                                               |
| Sbor, vedlejší role: Cikáni |                  |                                                               |                                                          |                                                               |

## Hlavní árie a čísla
- Předehra
- Árie starého cikána
- Tanec žen a mužů
- Romance mladého cikána
- Kavatina Aleka
- Finále – duet Aleka a Zemfiry

## Kritika
Stejně jako pozdější dvě opery Rachmaninova se Aleko snaží najít svůj vlastní kompoziční styl, nezávislý na starém systému číslované opery.
| „                                                                              | Byl jsem jeden z hráčů v orchestru a během zkoušek jsme nejen obdivovali, ale byli jsme šťastní a hrdí, že můžeme hrát tak odvážné harmonie a já ho už v té době považoval za hudebního reformátora. | “ |
| — Michael Bukinik, ze vzpomínek na Rachmaninovy zkoušky opery na konzervatoři. | |   |

| „                 | Postrádá dramatickou tendenci a libretto je narychlo splácaný „mišmaš“. | “ |
| — Geoffrey Norris |                                                                         |   |

| „                  | Samozřejmě, jsou tam chyby, ale ty jsou převáženy originalitou hudebního projevu a je jisté, že můžeme ještě mnoho očekávat od tak talentovaného skladatele. | “ |
| — moskevský kritik | |   |

Opera se nikdy scénicky nehrála v českých zemích. Česká premiéra v Slezském divadle Opava, plánovaná na 22. dubna 2012, byla z rozpočtových důvodů zrušena.

## Nahrávky
- 1951: I. Petrov, N. Pokrovskaya, A. Orfenov, A. Ognivtzev, V. Zlatogorova; Bolshoi Theatre Chorus and Orchestra; Nikolai Golovanov, conductor. Melodiya
- ___ Vladimir Matorine, Natalia Erassova, Viatchslav Potchapski, Vitaly Tarastchenko, Galina Borissova; Russian State Choir; Bolshoi Theatre Orchestra; Andrei Chistiakov, conductor[7] Saison Russe
- 1990: Artur Eisen (Aleko), Lyudmila Sergienko (Zemfira), Gleb Nikolsky (Old Man), Gegam Grigoryan (Young Gypsy), Anna Volkova (Gypsy Woman), Vasily Lanovoy (narrator). USSR Academic Grand Chorus of Radio & TV, USSR Academic Symphony Orchestra Svetlanov
- 1995: Isoumov, Koulko, Tischenko, Lapina, Donetsk Philharmonic Orchestra, Kopman, live Rotterdam 1995, Verdi Records / Brilliant
- 1996: Ghiuselev, Petkov, Blagovesta, Karnabatlova, Plovdiv PO, Ruslan Raychev. Capriccio
- ____ Göteborgs Symfoniker, Neeme Järvi (Conductor), DG
- 2006: Egils Silins, Maria Gavrilova, Alexandra Dursuneva, Andrey Dunayev, RSO Moskau, Vladimir Fedoseyev
- 2007: Vassily Gerello (Aleko), Olga Guryakova (Zemfira), Vsevolod Grivnov (The Young Gypsy), Mikhail Kit (The Old Gypsy) Moscow Chamber Orchestra, Yurlov Capella, Constantine Orbelian
- 2009: Sergey Murzaev (Aleko), Evgeny Akimov (Young Gypsy), Gennady Bezzubenkov (Old Man), Svetla Vassileva (Zemfira), BBC Philharmonic, Gianandrea Noseda. Chandos, DDD

Video
- 1986: Nelli Volshaninova (Zemfira – actress), Svetlana Volkova (Zemfira – singer), Vladimir Golovin (Old Gypsy – actor), Vladimir Matorin (Old Gypsy – singer), Maria Papazian (Old Gypsy Woman – actress), Raisa Kotova (Old Gypsy Woman – singer), Sandor Semenov (Young Gypsy – actress), Mikhail Muntyan (Young Gypsy – singer) Moscow State Symphony Orchestra, Gosteleradio Chorus, Dimitri Kitayenko